# Raïon de Pavlovo
Le raïon de Pavlovo est une subdivision administrative (raïon et district municipal) de l'oblast de Nijni Novgorod en Russie dont le chef-lieu administratif est la ville de Pavlovo au bord de l'Oka. 

## Géographie
Le raïon de Pavlovo est situé à l'ouest de l'oblast de Nijni Novgorod et à la frontière orientale de l'oblast de Vladimir. Il jouxte les raïons de Volodarsk, Bogorodsk, Sosnovskoïe et de Vatcha. Il est traversé de nombreux cours d'eau dont l'Oka et de lacs, dont on a aménagé des plages pour certains, destinées aux baigneurs et plaisanciers.

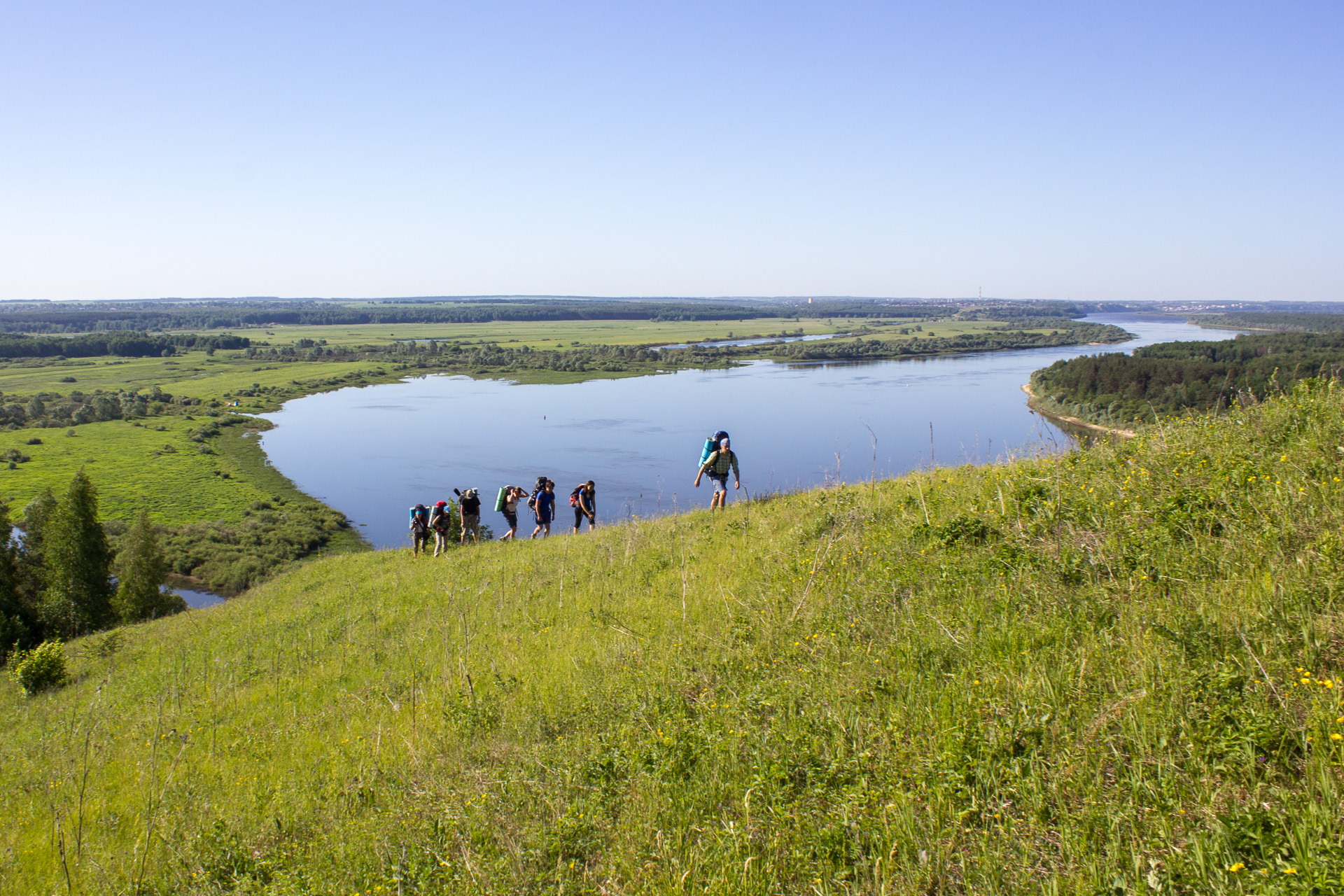
Bords de l'Oka.

## Histoire
Trois villes se trouvent sur le territoire du raïon de Pavlovo: Pavlovo, Vorsma et Gorbatov. Elles étaient autrefois chacune spécialisée dans l'artisanat qui s'est transformé en industries locales au XXe siècle.
L'ostrog de Pavlov a été fondé en 1566. Au début du XVIIe siècle, le village s'est spécialisé dans la métallurgie et spécialement dans la coutellerie. D'autres villages, comme Toumbotino se sont tournés vers la production de ciseaux. La petite ville de Gorbatov est devenue le chef-lieu de l'ouïezd de Gorbatov en 1779 (incluant Pavlovo et Bogorodsk). La fabrication de cordages a permis à la région de prospérer, ainsi que l'élevage du bétail.
Pavlovo a reçu le statut de ville en 1919 et est devenue le chef-lieu de l'ouïezd de Pavlovo qui a formé en 1929 le raïon de Pavlovo. C'est le début d'une industrialisation d'État dans les différentes villes (coutellerie, serrurerie, instruments de médecine, etc.). En 1952, une grande usine de production d'autobus s'installe à Pavlovo (Pavlovsky avtobousny zavod). La ville est désormais une ville de production de produits métallurgiques.

## Population
En 2002, la population était de 108 240 habitants, en 2010 de 100 960 habitants, en 2015 de 96 715 habitants et en 2017 de 95 284 habitants. Les villes de Gorbatov, Pavlovo et Vorsma, ainsi que la municipalité de Toumbotino concentrent 81,43 % de la population du raïon.

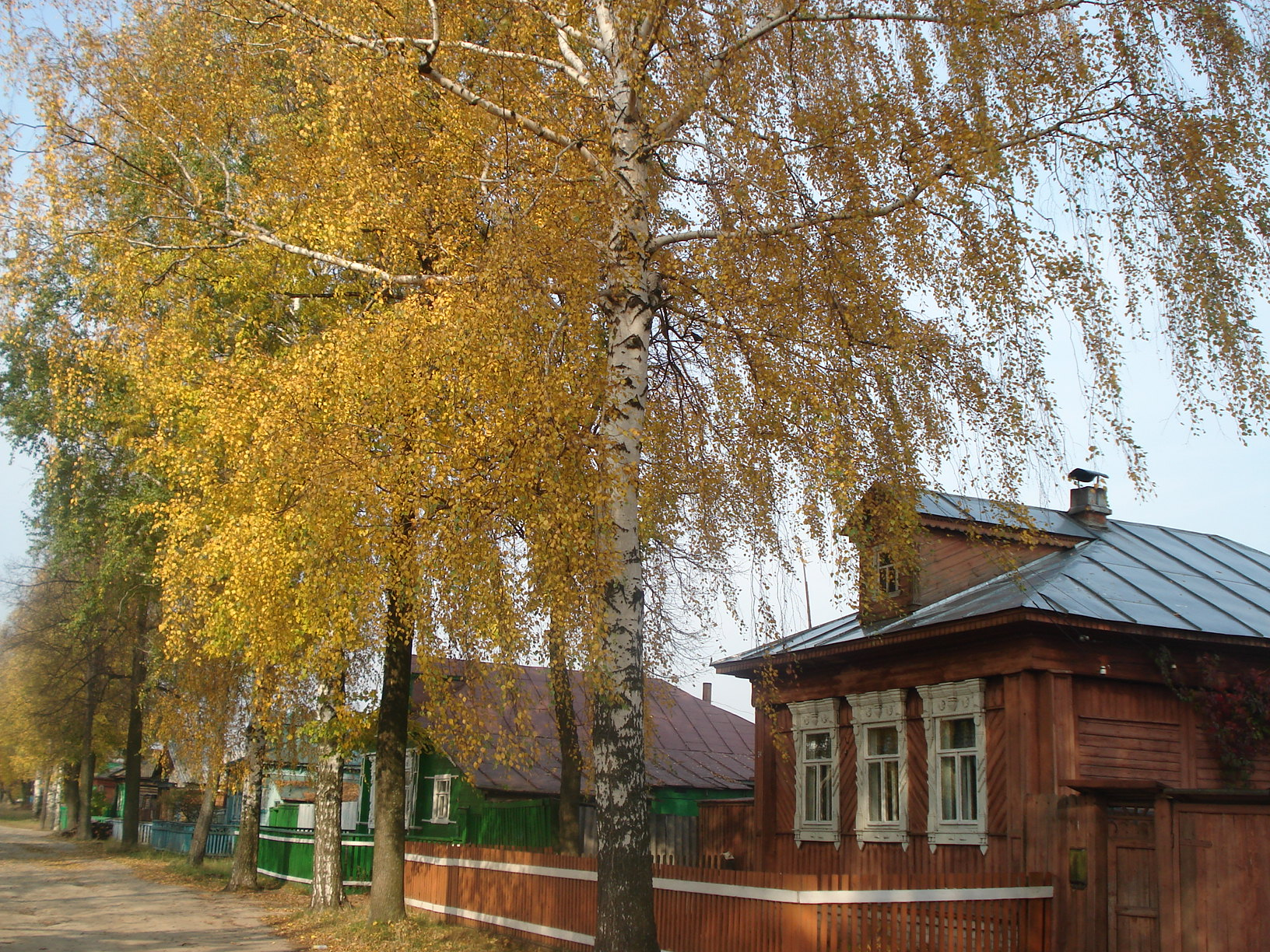
Rue de Toumbotino.

## Éducation et culture
Le raïon dispose en 2017 de 112 établissements d'enseignement, dont 42 écoles (dix-huit écoles moyennes, huit écoles de base, douze écoles primaires, deux écoles du soir, une école auxiliaire, un internat-orphelinat, une maison de l'enfance, cinquante-et-un jardins d'enfant).
L'enseignement professionnel est donné par deux établissements d'État, l'école n° 16 et l'école n° 31. L'école technique d'automécanique de Pavlovo prépare aux métiers de la mécanique, ainsi que le collège technique n° 23. 
Pavlovo accueille aussi sept filiales d'établissements d'enseignement supérieur : celle de l'université technique de Nijni Novgorod, celle de l'université d'État Lobatchevski de Nijni Novgorod, celle de l'université d'architecture et de construction de Nijni Novgorod, ainsi que celle de l'académie de la fonction publique de la Volga, celle de l'institut de management et de business de Nijni Novgorod, celle de l'université nouvelle de Russie et enfin celle de l'institut d'économie de management et de droit de Moscou.
On y trouve aussi 31 bibliothèques, une école d'art et une école de musique, deux écoles de beaux-arts, à Vorsma et à Toumbotino, une dizaine de filiales d'établissements d'enseignement musical et artistique.
Pavlovo dispose d'un musée d'histoire, installé dans l'ancien hôtel particulier du marchand Gomouline (deuxième moitié du XIXe siècle).

## Sport
La raïon dispose de six stades, de deux maisons du sport, de quarante-six salles de sport publiques, d'une piscine publique, de deux bases de ski et de trois salles de tir.

## Religion

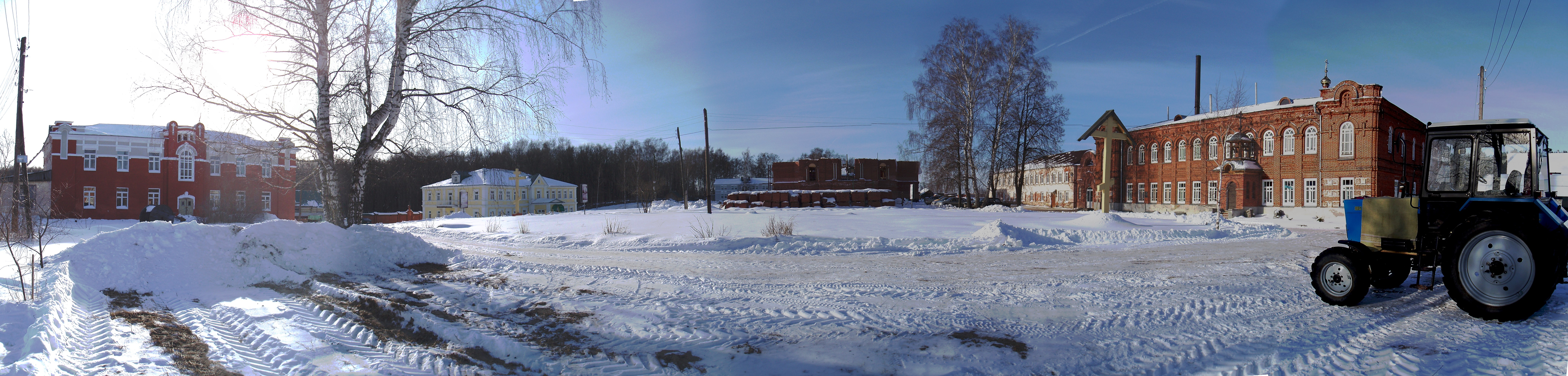
Monastère d'Ababkovo.

La majorité de la population est de tradition orthodoxe et les églises sont nombreuses. Le monastère féminin Saint-Nicolas-et-Saint-Georges d'Ababkovo, fondé au XIXe siècle, a été restauré et rendu à la vie monastique en 1995.

## Source de la traduction
- (ru) Cet article est partiellement ou en totalité issu de l’article de Wikipédia en russe intitulé « Павловский район (Нижегородская область) » (voir la liste des auteurs).